# Asker Lynx
Gli Asker Lynx sono stati una squadra di football americano, di Asker, in Norvegia; hanno disputato la finale nazionale nel 1991.

## Dettaglio stagioni

### Tornei nazionali

#### Campionato

##### 1. Divisjon
| Stagione | regular season | regular season | regular season | regular season | regular season | regular season | playoff | playoff | playoff | playoff | playoff | playoff     | playoff      |
|          | Vin            | Par            | Per            | Tot            | PF             | PS             | Vin     | Per     | Tot     | PF      | PS      | risultato   | avversaria   |
| -------- | -------------- | -------------- | -------------- | -------------- | -------------- | -------------- | ------- | ------- | ------- | ------- | ------- | ----------- | ------------ |
| 1993     | 4              | 0              | 4              | 8              | 139            | 233            | 1       | 1       | 2       | 8       | 37      | Terzo posto | Bergen Storm |
| Totale   | 4              | 0              | 4              | 8              | 139            | 233            | 1       | 1       | 2       | 8       | 37      |             |              |

Fonti: Enciclopedia del Football - A cura di Roberto Mezzetti

### Riepilogo fasi finali disputate
| Anno          | Luogo | Evento      | Fase del torneo      | Incontro                  | Risultato    |
| 3 luglio 1993 |       | 1. divisjon | Finale 3º - 4º posto | Asker Lynx - Bergen Storm | 1 - 0 d.g.s. |